# 柏木兄弟団
柏木兄弟団(かしわぎきょうだいだん)は内村鑑三の元に形成されていた様々な会が合同して成立した組織である。柏木教友団とも言う。
内村鑑三は娘ルツ子の死をきっかけとして再臨信仰に目覚め、日本ホーリネス教会の中田重治たちと再臨運動を展開するようになった。
柏木の聖書研究会では、教友会、エマオ会(柏会の後身)、白雨会などが内村の再臨運動に協力するために、合同して1916年9月15日柏木教友団を結成した。
1921年頃に会が機構管理化すると解散された。しかし、その四ヶ月後には内村門下の医者によってサマリヤ会が形成された。